# Direct Stream Digital
Direct Stream Digital eller DSD är en metod att koda inspelat digitalt ljud.
DSD är framtaget av Sony och Phillips, de två företag som utvecklade CD-systemet, och är tillverkare av bland annat HiFi-utrustning. Utvecklingen skedde i samband med framtagningen av SACD-systemet  och i konkurrens med ett annat format, DVD-audio, för högupplöst ljud. SACD var det system som gick segrande ur formatstriden, bland annat för att skivorna oftast förutom DSD-lager även försågs med ett lager vanliga CD-data, så skivorna också blev spelbara på vanliga CD-spelare. 
Det finns olika uppfattningar om ljudkvaliteten hos SACD med DSD-kodning jämfört med DVD-audio och även CD, vilka använder PCM-kodning.  Hur hög upplösning som behövs för att lagra ljud med tillräcklig upplösning för att fel ska vara ohörbara med mänsklig hörsel är också intressant i sammanhanget. 
DSD benämns ibland "enbitslagring" eftersom det använder en enda bit information. Vad den biten förmedlar genom att vara 1 eller 0 är om den analoga ljudvågen är högre eller lägre än föregående värde. Den minimala upplösningen kompenseras genom en väldigt hög uppdateringsfrekvens av 2,8 miljoner gånger per sekund eller mer. PCM med t ex en CD:s 16 bitar, 44 100 Hz, beskriver istället 44 100 gånger per sekund den analoga ljudsignalen med ett värde mellan 0 och 65 535. (Det finns också högupplöst PCM med t ex 24 bitar och 48, 88, 96, 192, 384 kHz samplingsfrekvens.) Standard DSD benämns ofta DSD64 för att den har 64 gånger högre samplingsfrekvens än CD (men med en bit istället för 16). Med dubbel samplingsfrekvens, fyrdubbel och så vidare används benämningarna DSD128, DSD256 och DSD512. 
En annan metod är pulskodsmodulering '(PCM)', som bland annat används i datorer och på CD-skivor.